# Pinus arizonica
Pinus arizonica är en tallväxtart som beskrevs av Georg George Engelmann. Pinus arizonica ingår i släktet tallar och familjen tallväxter.
Arten förekommer från Arizona och New Mexico (båda USA) i norr till Zacatecas och Nuevo León (båda Mexiko) i syd. Den växer i bergstrakter och på högplatå mellan 1300 och 3000 meter över havet. Pinus arizonica är vanligast i dalgångar med ett tjockare jordskikt. Den kan bilda trädgrupper där inga andra träd ingår. Oftare förekommer trädgrupper eller skogar tillsammans med Pinus engelmannii, Pinus teocote, Pinus durangensis och Pinus strobiformis. På bergstoppar kan även Juniperus flaccida och Juniperus deppeana ingå.
Årsnederbörden i utbredningsområdet ligger vanligen mellan 700 och 900 mm. Fuktiga dagar förekommer främst under vintern.
Artens trä brukas intensivt i regionen. Varieteter som inte är trädets nominatform listas som sårbara. Nominatformen är inte sällsynt. IUCN kategoriserar arten globalt som livskraftig.

## Underarter
Arten delas in i följande underarter:
- P. a. arizonica
- P. a. cooperi
- P. a. stormiae

## Bildgalleri

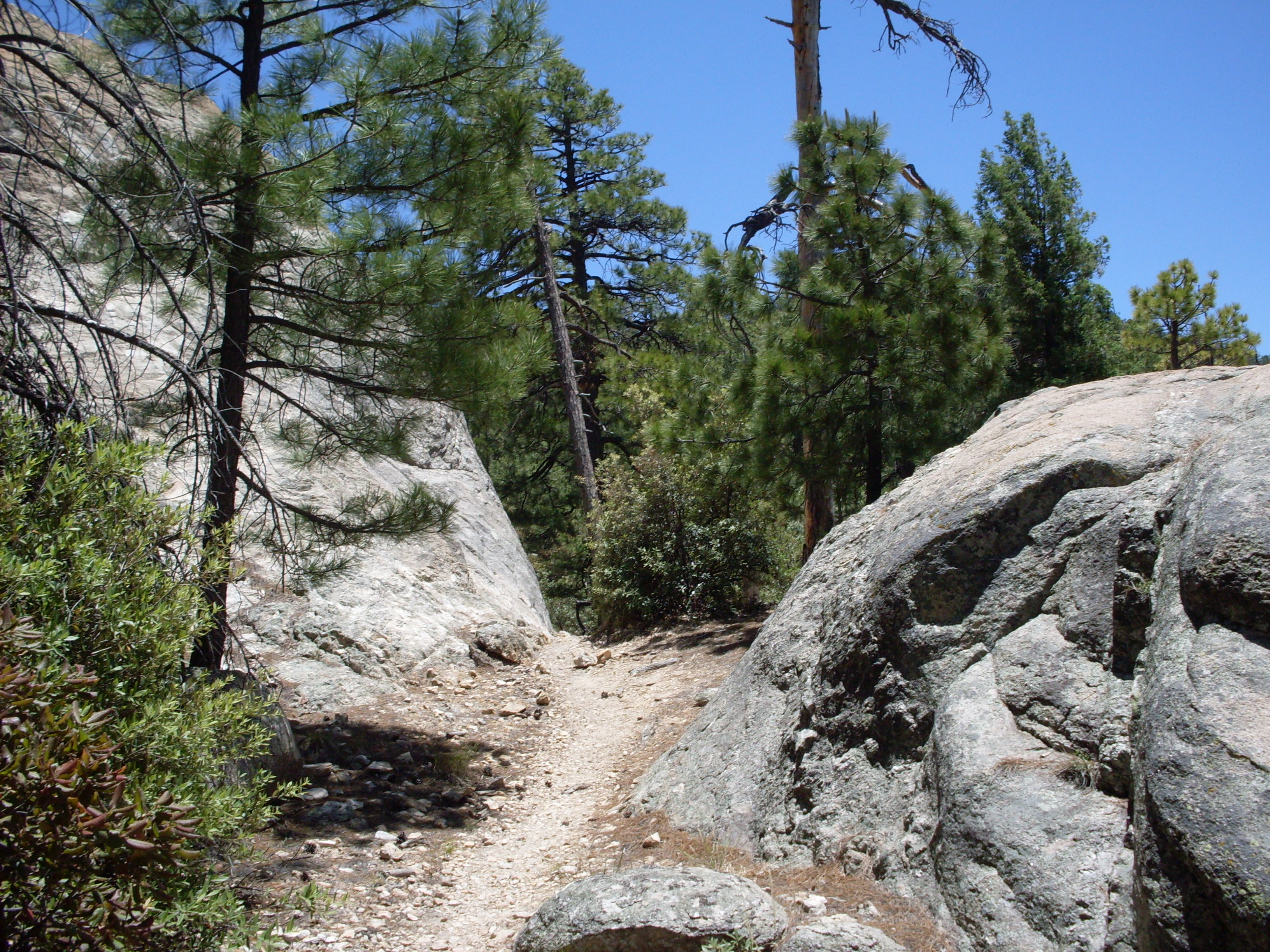